# Алауиты

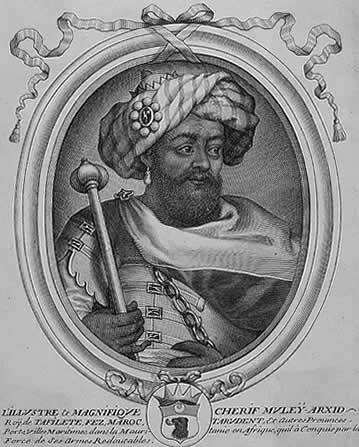
Основатель династии султан Мулай Рашид ибн Шериф

Алауи́ты или Алави́ты (араб. سلالة العلويين الفيلاليين‎; также — Филали́ды) — правящая династия в Марокко. Султаны с 1666 года, короли с 1957 года.
Изменение в титуле связано с Мухаммедом V. Наряду с традиционным мусульманским он получил европейское образование, что стало основанием для будущих изменений и преобразований в государстве и обществе. В 1957 году Марокко стало королевством, а сам Мухаммед V принял титул короля.

## Название
Название династии происходит от имени Али ибн Абу Талиба (сын Абу Талиб ибн Абд аль-Мутталиба), который являлся двоюродным братом, зятем и сподвижником пророка Мухаммеда. Основатель династии Мулай Рашид ибн Шериф родился в Тафилалете в семье выходцев из Аравии.

## Централизованное государство
История династии Алауитов началась после свержения династии Саадитов. Во время их правления пираты в Сале создали некое подобие автономной республики. Постепенно Марокко утеряло контроль над золотыми копями в Западной Африке. В середине XVII века управление Марокко перешло к династии Алауитов, которая до сих пор находится у власти в стране. Алауиты пришли из Тафилалета, из города Сиджильмаса, и относились к знатному шерифскому роду, происходящему от Хасана, внука пророка Мухаммеда. Первый представитель династии — Мулай Мохаммед аль-Шериф. Его преемник Мулай Рашид ибн Шериф утвердился в Фесе в 1666 году, затем в 1668 году им был захвачен Марракеш. При Мулай Исмаиле столицей стал город Мекнес.
Формирование Марокканского султаната развивалась при Мулай Исмаил ибн Шерифе (1672—1727), который, несмотря на сопротивление местных племён, начал создавать единое централизованное государство. Поскольку у Алауитов были сложные отношения со многими берберскими и бедуинскими племенами страны, Исмаил ибн Шериф сформировал новую армию из чёрных рабов (т. н. «Чёрная гвардия»). Однако после смерти Исмаила единое государство распалось, за чем последовала борьба за власть между племенами.
Во время правления Мохаммед III бен Абдаллаха (1757—1790) султанат был снова объединён, а администрация реорганизована. Однако новая попытка централизации государства была приостановлена, а племенам было позволено сохранить свою автономию. При султане Мулай Абд ар-Рахмане (1822—1859) Марокко попал под влияние европейских держав. Также Марокко поддержало алжирское движение за независимость эмира Абд аль-Кадира, но его силы были атакованы и разбиты французами в августе 1844 года в битве при Если, и он был вынужден отказаться от своей поддержки алжирских повстанцев. В сентябре 1844 года султан Мулай Абд ар-Рахман был вынужден согласиться заключить с французами унизительный Танжерский мирный договор.

## Французский протекторат Марокко
Во время правления Мухаммеда IV (1859—1873) и Хасана I (1873—1894) Алауиты пытались наладить торговые связи, прежде всего с европейскими странами и Соединёнными Штатами. Чтобы улучшить контроль над племенами берберов и бедуинов, была модернизирована армия и администрация. Тем не менее во время испано-марокканской войны (1859—1860) армия Алауитов была разгромлена. Хотя независимость Марокко была гарантирована Мадридским договором 1880 года, французы ещё больше расширили своё влияние. Попытки Германской империи противостоять этому растущему влиянию привели к Первому марокканскому кризису в 1905—1906 годах и Второму марокканскому кризису в 1911 году.

## Правители Марокко из династии Алауитов
1. 1664—1672: Мулай Рашид ибн Шериф (султан с 1666 года);
2. 1672—1727: Мулай Исмаил ибн Шериф;
3. 1727—1728: Мулай Ахмед ибн Исмаил (1-е правление);
4. 1728—1728: Абд аль-Малик;
5. 1728—1729: Мулай Ахмед ибн Исмаил (2-е правление);
6. 1729—1735: Абдаллах II (1-е правление);
7. 1735—1736: Мулай Али;
8. 1736—1736: Абдаллах II (2-е правление);
9. 1736—1738: Мохаммед II;
10. 1738—1740: Аль-Мустади;
11. 1740—1745: Абдаллах III;
12. 1745—1745: Зин аль-Абидин;
13. 1745—1757: Абдаллах IV;
14. 1757—1790: Мохаммед III бен Абдаллах;
15. 1790—1792: Аль-Язид бен Мохаммед;
16. 1792—1822: Мулай Сулайман бен Мохаммед;
17. 1822—1859: Мулай Абд ар-Рахман;
18. 1859—1873: Мухаммед IV;
19. 1873—1894: Хасан I;
20. 1894—1908: Мулай Абд аль-Азиз;
21. 1908—1912: Абд аль-Хафиз;
22. 1912—1927: Мулай Юсуф;
23. 1927—1953: Мухаммед V (1-е правление);
24. 1953—1955: Мухаммед (VI) бен Арафа (антисултан);
25. 1955—1961: Мухаммед V (2-е правление; в 1957 году принял титул короля);
26. 1961—1999: Хасан II;
27. 1999 — н. в.: Мухаммед VI;

- Наследный принц: Мулай Хасан.

## Интересный факт о династии
Самым распространённым видом брака в династии является внутридинастический. Примеры:
1. Принц Мухаммед ибн Исмаил ибн Аббас, внук Мулай Абд ар-Рахмана, женился на своей троюродной племяннице Халиме бинт Мухаммед, дочери Мухаммеда бен Арафы;
2. Ханья бинт Тахир, дочь принца Тахира и внучка Хасана І, вышла замуж за своего троюродного дядю Мухаммеда бен Арафу;
3. Другая дочь Тахира Абла вышла замуж за Мухаммеда V;
4. Принц Идрис, сын Мулай Юсуфа, женился на своей двоюродной сестре Джамале бинт Мустафа, дочери Хасана І;
5. Их сын Али женился на своей двоюродной сестре — одной из дочерей Мухаммеда V.

## ДНК-генеалогия
Принадлежат к Гаплогруппе G2, а именно G2a2a1a3-L91.